# Wurzel-Jesse-Fenster (Clermont)

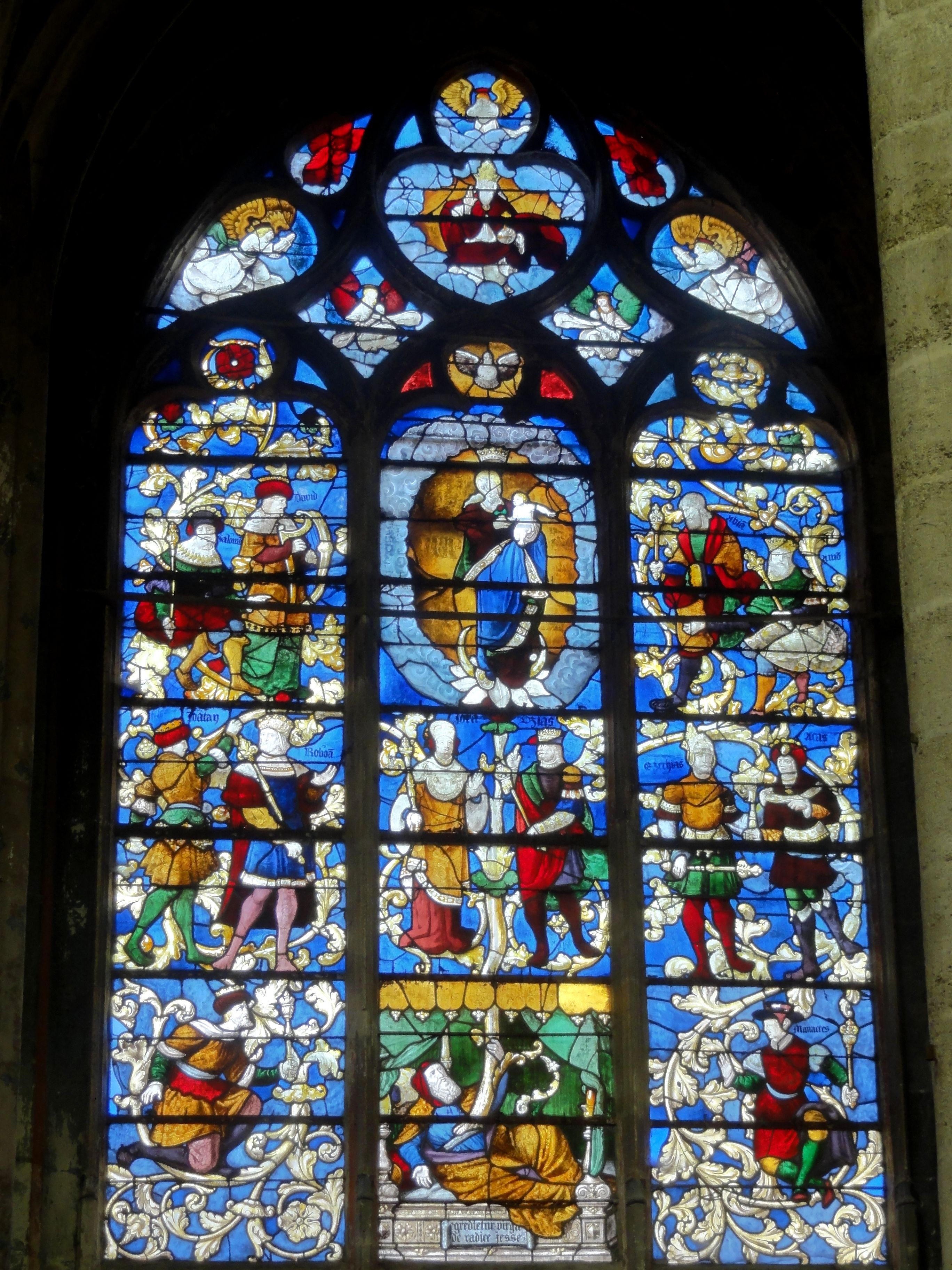
Wurzel-Jesse-Fenster in Clermont

Das Wurzel-Jesse-Fenster in der katholischen Pfarrkirche St-Samson in Clermont, einer Gemeinde im Département Oise der französischen Region Hauts-de-France, wurde Mitte des 16. Jahrhunderts geschaffen. Im Jahr 1906 wurde das Bleiglasfenster als Monument historique in die Liste der geschützten Objekte (Base Palissy) in Frankreich aufgenommen.
Die Wurzel Jesse ist ein weit verbreitetes Bildmotiv der christlichen Kunst des Mittelalters und der frühen Neuzeit. Es wird der Stammbaum Christi in Gestalt eines Baumes dargestellt, der aus der Figur Jesses herauswächst, dem Vater König Davids. Jesse wird schlafend gezeigt und als folgende Zweige des Baumes erscheinen David und weitere elf Könige Israels. Den Abschluss bildet die Darstellung Marias mit Kind. Im Maßwerk ist Gott der Vater zu sehen.
Das drei Meter breite und sechs Meter hohe Fenster Nr. 11, das aus drei Lanzetten besteht, wurde 1863 vom Atelier Gaspard Gsell restauriert.  
Neben dem Wurzel-Jesse-Fenster sind noch weitere fünf Fenster aus dem 16. Jahrhundert in der Kirche erhalten.

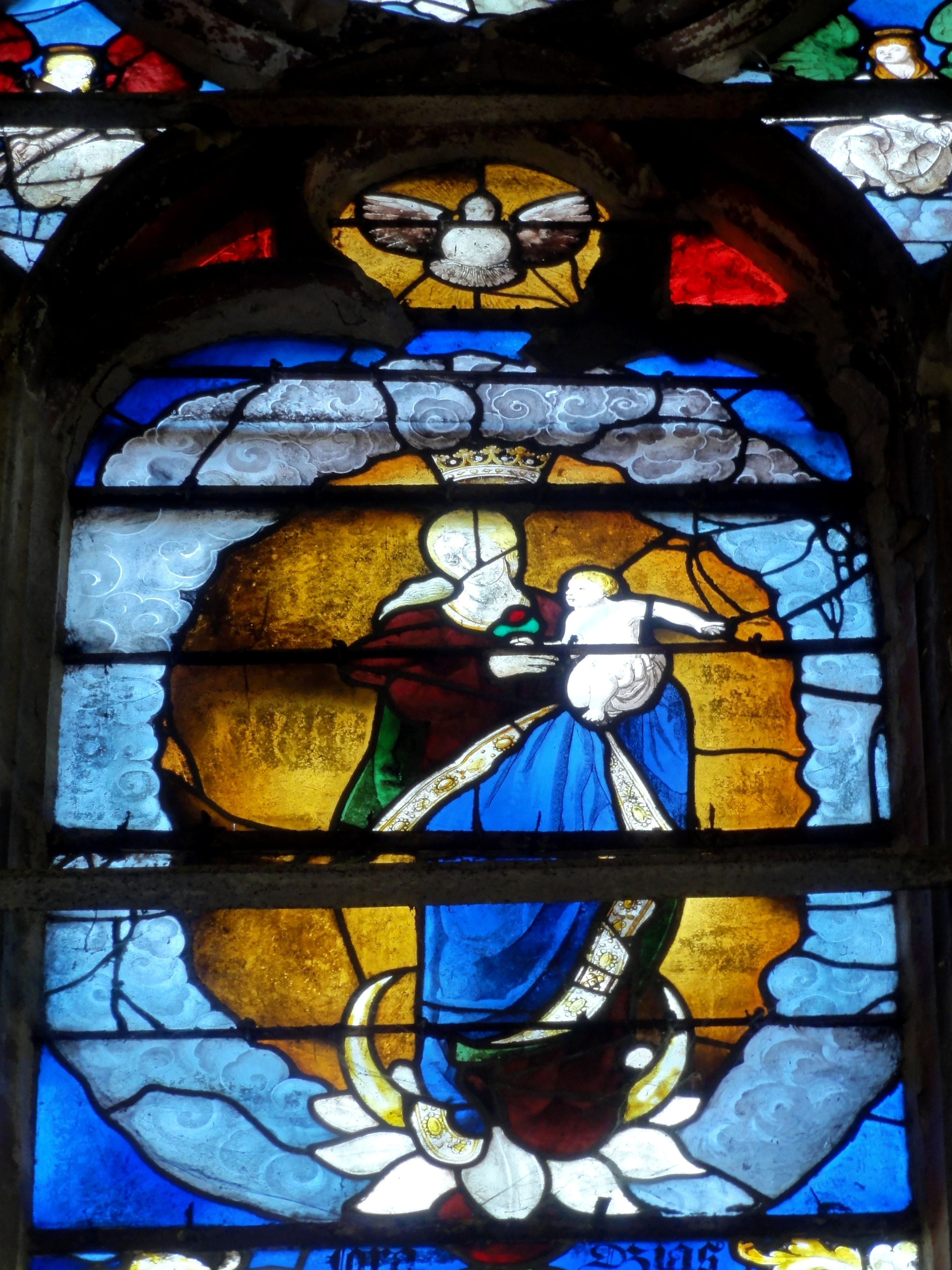
Madonna mit Kind
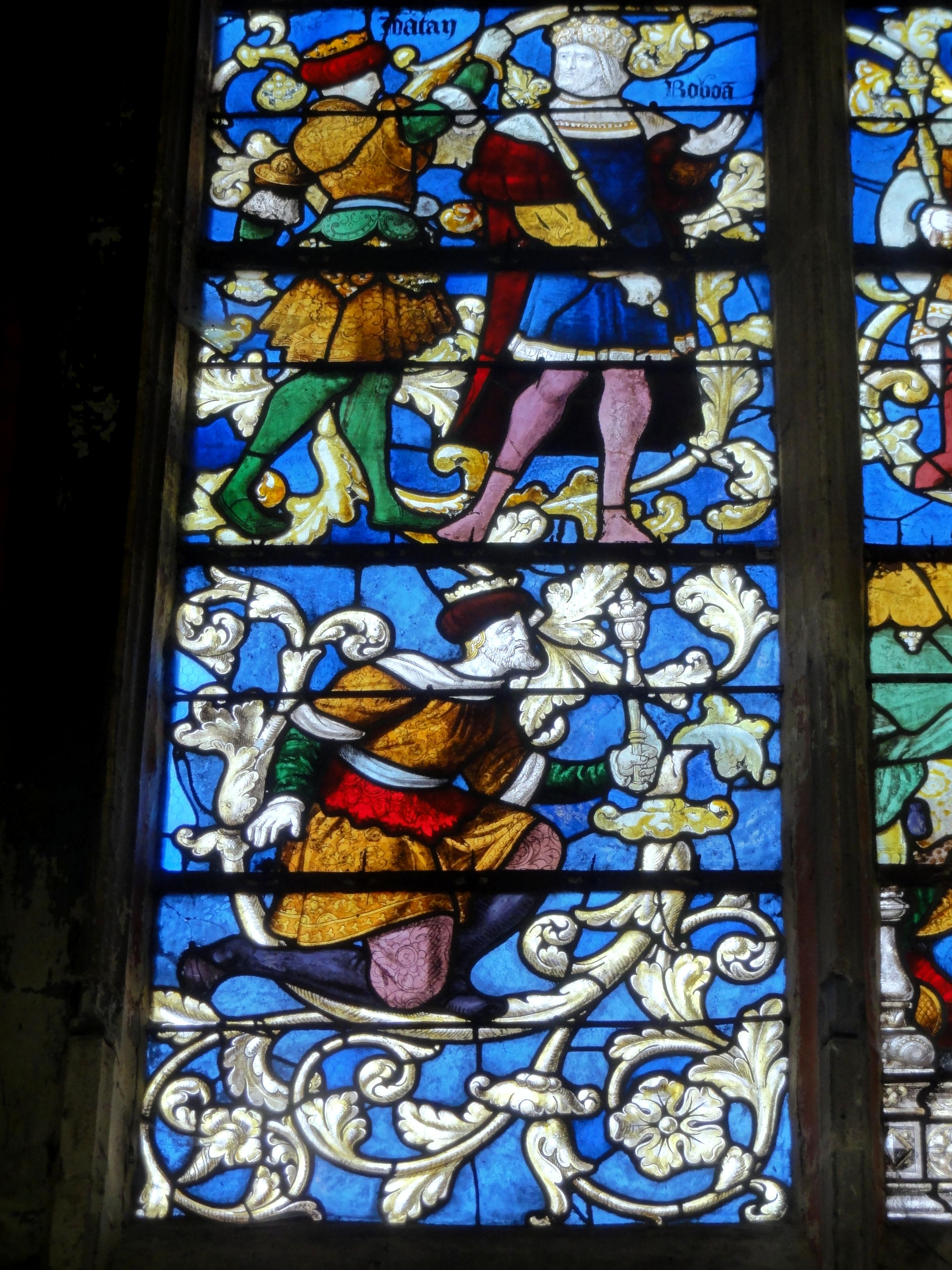
Könige Israels
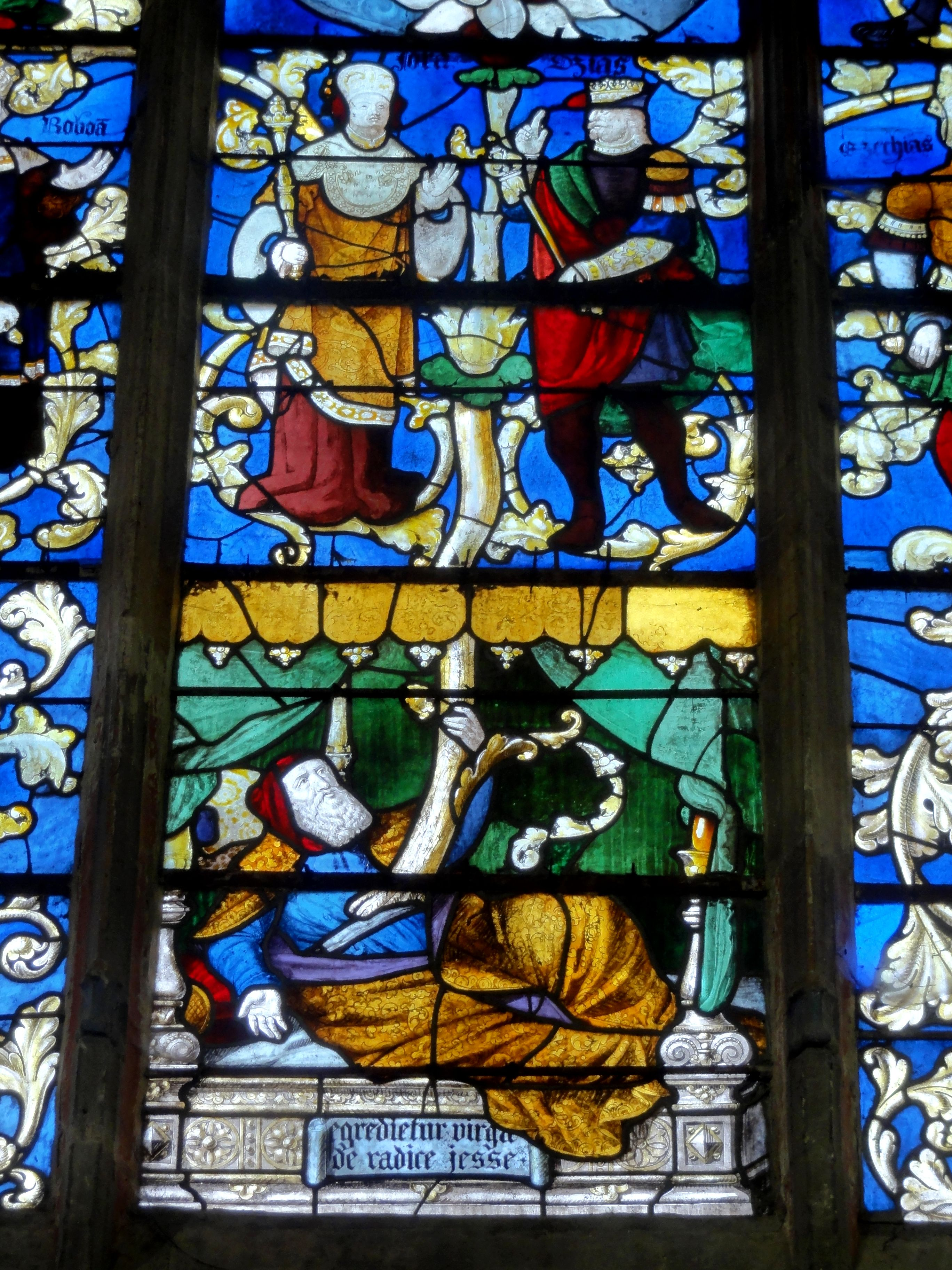
Jesse (unten liegend) und Könige Israels